# Castro Urdiales
Castro Urdiales település Spanyolországban, Kantábria autonóm közösségben. Castro Urdiales Liendo, Guriezo, Turtzioz, Artzentales, Sopuerta és Muskiz községekkel határos. Lakosainak száma 33 482 fő (2024).

## Népesség
A település népessége az elmúlt években az alábbi módon változott:
| Lakosok száma | 20 981 | 25 388 | 29 660 | 31 670 | 32 522 | 32 144 | 31 817 | 32 069 | 33 109 | 33 482 |
|               | 2001   | 2004   | 2007   | 2009   | 2012   | 2014   | 2017   | 2019   | 2022   | 2024   |